# Neolophonotus costatus
Neolophonotus costatus là một loài ruồi trong họ Asilidae. Neolophonotus costatus được Londt miêu tả năm 1988. Loài này phân bố ở vùng nhiệt đới châu Phi.